# После деведесет година

После деведесет година је приповетка Милована Глишића. Други део приповетке искоришћен је за драматизацију култног југословенског хорор филма Лептирица из 1973. године, који је режирао Ђорђе Кадијевић. Глишић је као приповедач веома вешто компоновао заплете, добро је водио дијалоге и на аутентичан начин је иницирао бројне психолошке карактере и њихове особине. Био је мајстор наративних описа, тако да се у приповеткама налазе упечатљиви описи природе, говор јунака са дијалошким примесама, те је Глишићева проза показала сво богатство српског приповедног језика и усмене фолклорне традиције приповедања.

## Синопсис
У основи приповетке налазе се два наративна заплета: у првом наративном заплету приказана је љубав са бројним препрекама између младића Страхиње и девојке Радојке из села Овчиње у западној Србији, а други је утемељен на фолклорној фантастици како су сељаци упокојили вампира Саву Савановића, деведесет година после његове смрти.
Наративни заплет између ова два низа догађаја укршта се зато што је Живан Душман, Радојкин отац, био против тога да се уда за Страхињу. Страхиња је разочаран због тога и одлучује да напусти село и оде у Посавину да буде најамник. На том путу у суседном селу Зарожју наилази на скуп народа који је већао о томе шта да раде са сеоском воденицом јер вампир сваке ноћи дави воденичаре на спавању. Страхиња им предлаже да он преспава једну ноћ у воденици и да види о чему се ради. И заиста у тој кулминативној наративној сцени приказан је Страхињин сусрет са вампиром. Страхиња је надмудрио вампира тако што је ставио кладу и прекрио је ћебетом, а сам се попео на таван и чекао шта ће се десити. Негде иза поноћи појавио се вампир. Страхиња тада узме пушку и рани вампира, а овај побегне из воденице. Сутрадан су Зарожани славили Страхињин подвиг и одлучили да крену у потрагу за гробом Саве Савановића да би га упокојили.
Тада Глишић описује ритуал упокојења вампира. Гроб се налазио у кривој јарузи испод рачвастог бреста. Повели су црнога коња који је био непочишћен, глогов колац и воду аџијазму. Пронашли су цело тело Саве Савановића, уболи су му у груди глогов колац, то место залили светом водом, упокојили га и поново сахранили. Након упокојења вампира, Заружани одлучују да помогну Страхињи да се ожени и одлазе да отму Радојку и да је против воље родитеља венчају за Страхињу. Читав догађај отмице добија необичну перипетију јер Радојкин отац окреће потеру тако да су сватови једва стигли до цркве где су брзо венчали младенце. Расплет је срећан. Живан се помирио са зетом, ћерки опростио бег, а приказана је и велика свадба у селу Зарожје.